# Eisenia
Eisenia (лат.) — род дождевых червей из семейства Lumbricidae. Назван в честь шведского зоолога Густафа Айзена (1847—1940).
Некоторые представители этого рода живут в продуктах распада органических веществ. Из-за способности быстро и эффективно производить компост используются в сельском хозяйстве. Существует производство дождевых червей, как для изготовления компоста, так и для использования в качестве приманки.